# Selenops ecuadorensis
Espèce
Selenops ecuadorensis est une espèce d'araignées aranéomorphes de la famille des Selenopidae.

## Distribution
Cette espèce est endémique d'Équateur.

## Description
La femelle holotype mesure 16 mm.

## Étymologie
Son nom d'espèce, composé de ecuador et du suffixe latin -ensis, « qui vit dans, qui habite », lui a été donné en référence au lieu de sa découverte, l'Équateur.

## Publication originale
- Berland, 1913 : Araignées. Mission du Service géographique de l'armée pour la mesure d'un arc du méridien équatorial en Amérique du Sud (1899-1906). Paris, vol. 10, p. 78-119 (texte intégral).